# ファニャーノ・アルト
ファニャーノ・アルト（イタリア語: Fagnano Alto）は、イタリア共和国アブルッツォ州ラクイラ県にある、人口約400人の基礎自治体（コムーネ）。

## 地理

### 位置・広がり

#### 隣接コムーネ
隣接するコムーネは以下の通り。
- カポルチャーノ
- フォンテッキオ
- プラータ・ダンシドーニア
- ロッカ・ディ・メッツォ
- サン・デメトリオ・ネ・ヴェスティーニ

## 行政

### 分離集落
ファニャーノ・アルトには、以下の分離集落（フラツィオーネ）がある。
- Termine, Frascara, Campana, Fagnano Campana Stazione, Opi, Pedicciano, Ripa, Vallecupa (sede comunale), Castello (altitudine 900 m s.l.m.), Colle, Corbellino